# Antonio d'Amico
Antonio d'Amico (Rome, 11 februari 1992) is een Italiaans autocoureur.

## Carrière
D'Amico begon zijn autosportcarrière in 2014 in de Italiaanse SEAT Ibiza Cupra Cup, waar hij negende werd in de eindstand. In 2015 stapte hij over naar de Italiaanse Seat León Cup. Later dat jaar maakte hij ook zijn debuut in de TCR International Series, waarbij hij in een Seat León Cup Racer uitkwam voor het team B.D. Racing tijdens zijn thuisrace op het Autodromo Nazionale Monza. In de eerste race werd hij negende, terwijl hij pole position had voor de tweede race omdat hij de tiende tijd neerzette in de kwalificatie. Deze pole position kon hij echter niet verzilveren, aangezien hij terugviel naar de tiende plaats in de race. Hierdoor werd hij 34e in het kampioenschap met 3 punten. Aan het eind van het seizoen maakte hij zijn debuut in de Seat Leon Eurocup als coureur in een privéteam.